# آوساک
آوساک (به فرانسوی: Avessac) یک کمون در فرانسه است که در canton of Saint-Nicolas-de-Redon واقع شده‌است. آوساک ۷۶٫۴۹ کیلومتر مربع مساحت دارد ۷۶ متر بالاتر از سطح دریا واقع شده‌است.